# 이효율
이효율(1957년 6월 9일 ~ )은 풀무원의 총괄 CEO(대표이사)이다.

## 약력
- 1957년 전북 군산 출생
- 남성고 졸업
- 서강대 졸업

## 경력
- 1983년 풀무원 입사
- 1994년 미국 피츠버그대 마케팅 과정 수료
- 1996년 풀무원식품㈜ 상품기획실본부장, 고객지향실본부장, 특수영업본부장
- 2004년 풀무원식품㈜ 마케팅본부장
- 2009년 풀무원식품㈜ COO(최고운영책임자)
- 2010년 풀무원식품 대표이사 사장
- 2014년 (사)한국경영사학회 ‘2014 전문경영자 대상’ 수상
- 2017년 ㈜풀무원 각자대표
- 2018년 ㈜풀무원 총괄CEO
- 2019년 한국식품산업협회장